# Gniezno Glacier
Gniezno Glacier är en glaciär i Antarktis. Den ligger i Sydshetlandsöarna. Argentina, Chile och Storbritannien gör anspråk på området. Gniezno Glacier ligger 291 meter över havet.
Terrängen runt Gniezno Glacier är kuperad åt nordväst, men åt sydost är den platt. En vik av havet är nära Gniezno Glacier söderut.  Trakten är glest befolkad. Närmaste befolkade plats är Commandante Ferraz Station, 15,3 kilometer väster om Gniezno Glacier. 